# Odile Ahouanwanou
Odile Ahouanwanou (Savalou, 5 gennaio 1991) è una multiplista e ostacolista beninese.

## Record nazionali
- 60 metri ostacoli: 8"29 ( Mondeville, 3 febbraio 2018)
- 100 metri ostacoli: 13"25 (+1,2 m/s) ( Ratingen, 19 giugno 2021)
- Salto in alto: 1,78 m ( Marsiglia, 14 luglio 2017)
- Salto in alto indoor: 1,78 m ( Eaubonne, 22 gennaio 2017)
- Salto in lungo indoor: 6,09 m ( Aubière, 24 gennaio 2021)
- Getto del peso: 15,79 m ( Ratingen, 19 giugno 2021)
- Getto del peso indoor: 15,10 m ( Aubière, 24 gennaio 2021)
- Eptathlon: 6 274 p. ( Ratingen, 20 giugno 2021)
- Pentathlon: 4 461 p. ( Aubière, 24 gennaio 2021)

## Palmarès
| Anno | Manifestazione                    | Sede         | Evento         | Risultato | Prestazione | Note             |
| ---- | --------------------------------- | ------------ | -------------- | --------- | ----------- | ---------------- |
| 2012 | Campionati africani               | Porto-Novo   | Eptathlon      | 6ª        | 4 983 p.    |                  |
| 2012 | Giochi olimpici                   | Londra       | 100 m hs       | Batteria  | 14"76       | Record nazionale |
| 2014 | Campionati africani               | Marrakech    | Eptathlon      | 8ª        | 4 309 p.    |                  |
| 2015 | Giochi panafricani                | Brazzaville  | Eptathlon      | Argento   | 5 734 p.    |                  |
| 2017 | Giochi della solidarietà islamica | Baku         | 100 m hs       | Oro       | 13"55       |                  |
| 2017 | Giochi della solidarietà islamica | Baku         | Getto del peso | 5ª        | 14,79 m     |                  |
| 2017 | Giochi della Francofonia          | Abidjan      | Getto del peso | 4ª        | 14,78 m     |                  |
| 2017 | Mondiali                          | Londra       | Eptathlon      | 19ª       | 6 020 p.    |                  |
| 2018 | Campionati africani               | Asaba        | Eptathlon      | Oro       | 5 999 p.    |                  |
| 2019 | Giochi panafricani                | Rabat        | 100 m hs       | Batteria  | 14"42       |                  |
| 2019 | Giochi panafricani                | Rabat        | Salto in alto  | 11ª       | 1,70 m      |                  |
| 2019 | Giochi panafricani                | Rabat        | Getto del peso | 4ª        | 13,77 m     |                  |
| 2019 | Mondiali                          | Doha         | Eptathlon      | 8ª        | 6 210 p.    | Record nazionale |
| 2021 | Giochi olimpici                   | Tokyo        | Eptathlon      | 15ª       | 6 186 p.    |                  |
| 2022 | Campionati africani               | Saint-Pierre | Getto del peso | 4ª        | 14,93 m     |                  |
| 2022 | Campionati africani               | Saint-Pierre | Eptathlon      | Oro       | 5756 p.     |                  |
| 2022 | Mondiali                          | Eugene       | Eptathlon      | dns       | dns         |                  |
| 2024 | Giochi panafricani                | Accra        | Eptathlon      | Oro       | 5616 p.     |                  |
| 2024 | Campionati africani               | Douala       | Eptathlon      | Oro       | 5777 p.     |                  |

## Altre competizioni internazionali
2018
- 8ª in Coppa continentale ( Ostrava), salto triplo - 11,29 m